# Juan Pascasio Mendoza
Juan Pascasio Mendoza Germán, más conocido como Pascasio  (Salcedo, 3 de abril de 1965), es un exfutbolista dominicano, que jugaba como delantero en la década de 1980. Educador, atleta y revolucionario del fútbol es sin dudas uno de los más históricos entrenadores dominicanos y el más importante propulsor del fútbol infantil. Con sus aportes a los jóvenes de bajos recursos ha logrado ganar la admiración y respeto de grandes formadores de la materia en ámbito nacional e internacional. Es de los fundadores de la educación futbolista en el país, su movimiento e históricas hazañas lo colocan como el dominicano número en formación en valores.
Fundó la Escuela de Fútbol Ilusión Pibe, Campascasio, CAMPA FC, entre otros. En diciembre de 2005, fue exaltado al Salón de la Fama de la Región del Nordeste.

## Biografía
Pascasio militó en varios equipos del primer orden en el fútbol superior de la República Dominicana, entre ellos la UASD FC, Club Barcelona Atlético, Moca FC y la UNPHU FC.
Es el fundador de la escuela de fútbol Campascasio, una de las escuelas de fútbol más reconocida del país e institución que se encarga de promover el crecimiento del fútbol juvenil dominicano. 
Jugó para las selecciones nacionales juvenil y Superior de la República Dominicana teniendo destacadas actuaciones en torneos internacionales celebrados en Curazao, Aruba, Trinidad y Tobago y Guyana Francesa, en esta última isla participó con el onceno nacional en las eliminatorias rumbo a los juegos olímpicos que se celebraron en Seúl en el año 1988.
En 1987 llevó al Moca FC a un título más de Campeón Nacional, y por su aporte al conjunto de la ciudad del viaducto, fue premiado como el mejor futbolista del País, de la Asociación de Cronistas Deportivos de Santo Domingo, y por los méritos alcanzados a nivel nacional e internacional durante su carrera deportiva, en diciembre del año 2005, fue exaltado al Salón de la Fama de la Región del Nordeste.

## Actualidad
Actualmente dirige numerosos proyectos sociales por y para el fútbol de la República Dominicana, aparte de su escuela (con 2 filiales: Campascasio, localizada en el Colegio Dominicano La Salle, Campascasio y Campafutbol Oriental). 
Además del proyecto profesional del fútbol CAMPA FC, que busca revolucionar la historia del fútbol.